# Robert Salvet
Pour les articles homonymes, voir Salvet.
Robert Salvet est capitaine de l'Équipe de France de Coupe Davis en 1968.

## Biographie
Il fut capitaine de l'Équipe de France de Coupe Davis en 1968 avec pour joueurs, François Jauffret, Georges Goven et Patrice Beust. Ils perdent au premier tour de la Zone Europe A, contre le Royaume-Uni de Mark Cox et Robert Wilson, 3 à 0 après trois matchs en cinq sets. Jauffret s'incline, pourtant favori face au vétéran Wilson et Goven subit la remontée de Cox après avoir mené 2 sets à 0, le match est par ailleurs interrompu par la nuit dans le cinquième set.
Contrairement aux tournois du Grand Chelem en 1968 (1969 pour l'Open d'Australie) la Coupe Davis ne devient "Open" qu'en 1973.
- 1934 Roland Garros perd au premier tour contre Wilmer Hines (6-3, 6-4, 7-5)
- 1947 Cannes Carlton perd au premier tour contre M.. Mercier (6-1, 14-12)[2]